# Giro del Trentino 1981
Il Giro del Trentino 1981, quinta edizione della corsa, si svolse dal 5 al 7 maggio su un percorso di 508 km ripartiti in 3 tappe (la terza suddivisa in due semitappe), con partenza e arrivo a Arco. Fu vinto dall'italiano Roberto Visentini della Sammontana-Benotto davanti all'italiano Francesco Moser e all'italiano Giovanni Mantovani.

## Tappe
| Tappa  | Data     | Percorso                            | km    | Vincitore di tappa | Leader cl. generale |
| ------ | -------- | ----------------------------------- | ----- | ------------------ | ------------------- |
| 1ª     | 5 maggio | Arco > Mezzocorona                  | 186   | Giovanni Mantovani | Giovanni Mantovani  |
| 2ª     | 6 maggio | Molina di Ledro > Tiarno            | 206,4 | Flavio Zappi       | Flavio Zappi        |
| 3ª-1ª  | 7 maggio | Riva del Garda > Rovereto           | 92,7  | Giovanni Mantovani | Flavio Zappi        |
| 3ª-2ª  | 7 maggio | Rovereto > Arco (cron. individuale) | 22,8  | Claudio Torelli    | Roberto Visentini   |
| Totale | Totale   | Totale                              | 508   |                    |                     |

## Dettagli delle tappe

### 1ª tappa
- 5 maggio: Arco > Mezzocorona – 186 km

| Pos. | Corridore          | Squadra   | Tempo    |
| ---- | ------------------ | --------- | -------- |
| 1    | Giovanni Mantovani | Hoonved   | 5h09'45" |
| 2    | Pierino Gavazzi    | Magniflex | s.t.     |
| 3    | Fiorenzo Favero    | Santini   | s.t.     |

| Pos. | Corridore          | Squadra | Tempo |
| ---- | ------------------ | ------- | ----- |
| 1    | Giovanni Mantovani | Hoonved |       |

### 2ª tappa
- 6 maggio: Molina di Ledro > Tiarno – 206,4 km

| Pos. | Corridore       | Squadra   | Tempo    |
| ---- | --------------- | --------- | -------- |
| 1    | Flavio Zappi    | Hoonved   | 5h24'16" |
| 2    | Claudio Torelli | Famcucine | a 3"     |
| 3    | Silvano Cervato | Santini   | s.t.     |

| Pos. | Corridore    | Squadra | Tempo |
| ---- | ------------ | ------- | ----- |
| 1    | Flavio Zappi | Hoonved |       |

### 3ª tappa - 1ª semitappa
- 7 maggio: Riva del Garda > Rovereto – 92,7 km

| Pos. | Corridore          | Squadra   | Tempo    |
| ---- | ------------------ | --------- | -------- |
| 1    | Giovanni Mantovani | Hoonved   | 2h03'11" |
| 2    | Pierino Gavazzi    | Magniflex | s.t.     |
| 3    | Paolo Rosola       | Magniflex | s.t.     |

| Pos. | Corridore    | Squadra | Tempo |
| ---- | ------------ | ------- | ----- |
| 1    | Flavio Zappi | Hoonved |       |

### 3ª tappa - 2ª semitappa
- 7 maggio: Rovereto > Arco (cron. individuale) – 22,8 km

| Pos. | Corridore         | Squadra    | Tempo  |
| ---- | ----------------- | ---------- | ------ |
| 1    | Claudio Torelli   | Famcucine  | 30'35" |
| 2    | Raniero Gradi     | Sammontana | a 12"  |
| 3    | Roberto Visentini | Sammontana | a 13"  |

| Pos. | Corridore          | Squadra    | Tempo     |
| ---- | ------------------ | ---------- | --------- |
| 1    | Roberto Visentini  | Sammontana | 13h08'30" |
| 2    | Francesco Moser    | Famcucine  | a 13"     |
| 3    | Giovanni Mantovani | Hoonved    | a 1'34"   |

## Classifiche finali

### Classifica generale
| Pos. | Corridore           | Squadra              | Tempo     |
| ---- | ------------------- | -------------------- | --------- |
| 1    | Roberto Visentini   | Sammontana-Benotto   | 13h08'30" |
| 2    | Francesco Moser     | Famcucine-Campagnolo | a 13"     |
| 3    | Giovanni Mantovani  | Hoonved-Bottecchia   | a 1'34"   |
| 4    | Mario Beccia        | Santini-Selle Italia | a 1'46"   |
| 5    | Claudio Bortolotto  | Santini-Selle Italia | s.t.      |
| 6    | Glauco Santoni      | Famcucine-Campagnolo | a 1'47"   |
| 7    | Benedetto Patellaro | Hoonved-Bottecchia   | a 1'57"   |
| 8    | Ennio Vanotti       | Bianchi-Piaggio      | a 2'09"   |
| 9    | Franco Conti        | Selle San Marco      | a 2'17"   |
| 10   | Flavio Zappi        | Hoonved-Bottecchia   | a 2'26"   |